# Mário Alberto
Mário Alberto Rosado Cabral (Sá da Bandeira, 20 de Julho de 1925 - Lisboa, 4 de Outubro de 2011) foi um pintor, cenógrafo e autor teatral português.

## Vida e obra
Nascido em Angola, filho de alentejanos, foi criado no Alentejo e viveu o essencial da sua vida em Lisboa, no Parque Mayer. Discípulo do Mestre Pinto de Campos, em Portugal, e dos Mestres Yves Brayer e Henri Goetz, na Academie La Grand Chaumière, em Paris, foi pintor, cenógrafo, figurinista em Teatro, Cinema e Televisão.
Está representado no acervo do Museu do Teatro, em Lisboa, e em muitas colecções nacionais e estrangeiras.
Co-fundador dos grupos de teatro Ádoque e A Barraca, Mário Alberto foi um dos principais responsáveis pela renovação da "Revista à Portuguesa" iniciada com "O Fim da Macacada", no Teatro ABC, no início dos anos 70 do século XX.
Foi professor de Cenografia, na Companhia de Teatro de Almada e na Escola de Circo do Chapitô.
O seu último trabalho para teatro foi a direcção cenográfica de "Tem a Palavra a Revista", que estreou no Maria Vitória no ano 2000, com cenários de António Casimiro, Avelino do Carmo, Eduardo Cruzeiro, Jorge Rosa, Juan Soutullo, Luís Furtado, Mário Alberto, Moniz Ribeiro e Octávio Clérigo.
Foi casado várias vezes, uma das quais com a actriz Maria do Céu Guerra.
Em 2002 foi publicada a sua fotobiografia O IVAngelho II Mário Alberto.

## Principais trabalhos

### Teatro
Principais trabalhos de Cenografia, Figurinos e Montagem
- "Falar Verdade a Mentir", de Almeida Garrett, encenação de Pedro Bom, no Pavilhão dos Desportos, Lisboa.
- "O Principe de Hamburgo", de Von Klebt, encenação de A. M. Couto Viana, Teatro da Trindade, Lisboa.
- "A Cantora Careca", de Ionesco, encenação de Marques de Lemos, na Faculdade de Direito, Lisboa.
- "O Casamento Branco" de Tadeus Rozewicz, encenação de Fernanda Lapa, pela Companhia Nacional 1, no Teatro Aberto, Lisboa.
- "O Fidalgo Aprendiz", de Dom Francisco Manuel de Mello, encenação de José Martins, no Teatro O Século, Lisboa.
- "As Duas Viagens de Job Cardoso", de Pierre Halet, encenação de Rui Mendes, Grupo 4, Teatro Aberto, Lisboa.
- "Dulcinea ou A Última Aventura de D Quixote", de Carlos Selvagem, encenação de António Pedro, CITAC, Coimbra.
- "Volpone", de Bem Johnson, encenação de Adolfo Gulkin, Grupo Cénico de Direito, no Teatro Politeama, Lisboa.
- "A Primeira Família", de Supervbile, encenação A. M. Couto Viana, Teatro da Trindade, Lisboa.
- "O Labirinto", de Arrabal, encenação de Fernando Gusmão, Grupo 4, no Teatro Tivoli, Lisboa (Proibido pela Censura salazarista na véspera da estreia).
- "As Aventuras de Till Eulenspliegel" de Charles De Coster, encenação de Joaquim Benite, Grupo de Teatro de Campolide, Almada.
- "O Foral", de Fernando Paulouro, encenação de José Martins, Grupo de Intervenção Cultural da Covilhã.
- "A Sapateira Prodigiosa", de Garcia Lorca, encenação de José Martins, Grupo de Campolide, Lisboa.
- "A Escova de Dentes", de Jorge Diaz, encenação de Fernando Gusmão, Sociedade de Santo Amaro, Lisboa.
- "A Importância de se Chamar Ernesto", de Oscar Wilde, encenação de António Pedro, Teatro Experimental do Porto.
- "Doroteia", de Nelson Rodrigues, encenação de Morais e Castro, Casa da Comédia, Lisboa.
- "As Guerras de Alecrim e Mangerona", de António José da Silva (O Judeu), encenação de Hermínio, Sociedade Guilherme Cossoul, Lisboa.
- "A Cidade Dourada, Ou Nem Tudo O Que Luz é Ouro", encenação colectiva de "A Barraca/Grupo Candelária, no Teatro "A Barraca", Lisboa.
- "A Farsa de Inês Pereira (Assim se Fazem as Cousas)", de Gil Vicente, encenação de José Martins, G 1 C 1, Covilhã.
- "Liberdade, Liberdade", de Luiz Francisco Rebello, Hélder Costa e Luís Lima, encenação de Luís Lima, Teatro Aberto, Lisboa.
- "A Bilha Ouebrada", de Von Klebt, encenação de Goulart Nogueira. Teatro Oficina da Universidade de Coimbra.
- "A Cantora Careca", de Ionesco, encenação de Hélder Costa, Teatro 'A Barraca', Lisboa.
- "O Casamento", de Gogol, encenação de Joaquim Benite, Teatro do Ribatejo.
- "'O Beijo da Mulher Aranha" de Manuel Puig encenação de Castro Guedes, Teatro Villaret, Lisboa.
- "O Comissário de Policia", de Gervásio Lobato, encenação de Júlio Cardoso, Teatro Carlos Alberto, Seiva Trupe, Porto.
- "Nápoles Milionária", de Eduardo de Filippo, encenação de Mário Viegas, Companhia Teatral do Chiado, Lisboa.
- "A Arte da Comédia"', de Eduardo de Filippo, encenação de Mário Viegas, C. T. Chiado, Lisboa.
- "Retábulo do Amor Profano", de Eduardo Blanco Amor, encenação de Xosé Blanco Gil, Teatro Experimental do Porto.
- "Ruzanterbs", de Angelo Beloquio, dito 'O Ruzante’, encenação de José Martins, Teatro Experimental do Fundão.
- "O Conde de Novion", de Almeida Garrett, encenação de José Martins, Grupo de Teatro da Chamusca.
- "Liberdade em Bremen", de Fassbinder, encenação de Hélder Costa, Teatro ‘A Barraca’, Lisboa.
- "Retábulo do Flautista", de Jordi Texidor, encenação de Artur Ramos, Setúbal.
- "Uma Nuvem Sobre a Cama", de Norberto Ávila, encenação de Víctor Pires, Teatro de Portalegre.
- "As Mamas de Tirésias", de Apollinaire, encenação de A. M. Couto Viana, Teatro da Trindade, Lisboa.
- "O Marido Ausente", de Norberto Ávila, encenação de Augusto Tello, Teatro de Portalegre.
- "A Tia de Charlie", de George Abbott, encenação de Antónb Cabo, Teatro Monumental Lisboa.
- "Maria Emília", de Alves Redol, encenação colectiva, Teatro Monumental, Lisboa.
- "Terra que o Coração Deselava", de Butler Yeats, encenação de Fernando Midões, Grupo Cénico de Direito, Lisboa.
- "Breve História de Lua", de António Gedão, encenação de José Martins, Grupo de Teatro do Instituto Nacional de Meteorologia e Geofísica, Lisboa.
- "O Pagador de Promessas", de Dias Gomes, encenação de Igrejas Caeiro, União Filarmónica e Artística da Amadora.
- "Breve História da Lua", de António Gedeão, encenação de Etelvina Ferreira, Covilhã.
- "Marathona", de Ricardo Monti, encenação de Júlio Cardoso, Seiva Trupe, Porto.
- "Zoo Story", de Edward Albee, encenação de Costa Ferreira, com José de Castro e Canto e Castro, Teatro Laura Alves, Lisboa:
- "O Valente Soldado Schveik", de Jaroslav Hasek, encenação de Jorge Listopad, Teatro Municipal de Almada.
- "A Partilha", de Miguel Fabbelia, encenação de Antónlo Feio, Sala Amélia Rey Colaço - Robles Monteiro, Teatro Nacional D. Maria II, Lisboa.

### Teatro de Revista
Além de dezenas e dezenas como cenógrafo, figurinista, director artístico e de montagem, foi também autor de textos de revistas, de parceria com Francisco Nicholson e Gonsalves Preto:
- "O Fim da Macacada", Teatro ABC, Lisboa.
- "P'ro Menino e P'rà Menina", Teatro ABC, Lisboa.
- "Tudo a nu", Teatro ABC, Lisboa.
- "Tudo a Nu com Parra Nova", Teatro ABC, Lisboa (depois do 25 de Abril de 1974).
- "Pides na Grelha", Teatro Ádoque, Lisboa.
- "CIA dos Cardeais", Teatro Ádoque, Lisboa.

### Ópera
Cenários de "Bastien e Bastienne", de Mozart, encenação de Joaquim Benite, Teatro Municipal de Almada.

### Cinema e Televisão
- Actor em "Vendaval Maravilhoso", do realizador Leitão de Barros, "Duas Causas", do realizador Henrique Campos, e "Os Três da Vida Airada" (argumento de Manuel da Fonseca), do realizador Perdigão Queiroga.
- Décors de "O Mal Amado", de Fernando Matos Silva.
- Guarda-Roupa de "Iratan e Iracema", de Paulo Guliherme
- Art Director de "A Mulher do Próximo", de José Fonseca e Costa.
- Décors de "Os Cornos de Cronos", de José Fonseca e Costa.
- Décors de "Come Tudo", programa de Manuel Luís Goucha;
- Figurinos e Décors para "Que Pena Não Ser a Cores", de Herlander Peyroteo.
- Décors de "Arséne Lupin", ('Le Canon de Junot'), de Michel Win, co-produção RTP / RTF (França).
- Figurinos, décors e co-autoria do programa "Satiricão", de Francisco Nicholson, Gonsalves Preto, Vasco, Sam e Mário Alberto

### Pintura
Principais exposições:

1957- Galeria Raymond Ducan, Paris, França.
1960- Galeria Divulgação, Porto, Portugal.
1963- Casa da Imprensa, Portugal.
- Galeria do Teatro Capitólio, Lisboa, Portugal.
1979- I Exposição de Arte Moderna da Costa do Sol, Casino do Estoril, Portugal.
- Presença em três Bienais da Festa do Avante, Portugal.
- Colectiva no Teatro Ádoque, Lisboa, Portugal.
1980- No espaço da "Barraca", Lisboa, Portugal.
1983- Jornada da Divulgação da Arte em Portugal, Casa do Alentejo Lisboa, Portugal.
1984- PORNEX, Faculdade de Ciências Sociais e Humanas, Universidade Nova, Lisboa, Portugal.
1989- Exposição de Figurinos, Centro Cultural Manuel da Fonseca, Ferreira do Alentejo, Portugal.
- Exposição de Figurinos, Salão de Exposições da Câmara Municipal de Aljustrel, Portugal.
- Homenagem a Manuel da Fonseca, Galeria Municipal, Grandola, Portugal.
- Exposição de Figurinos, Câmara Municipal, Castro Verde, Portugal.
- Exposição de Figurinos, Sala de Sessões da Câmara Municipal de Moura, Portugal.
- Exposição de Figurinos, Galeria Escudeiros, Beja, Portugal.
1994- Maquetes e Figurinos, Comemorações do Dia Mundial do Teatro, Sociedade Portuguesa de Autores, Lisboa, Portugal.
1995- Colectiva com Branquinho Pequeno, Luís Guedes, e J. Etienne Olion, Suíça.
- Convidado na Colectiva "Corpo Real, Corpo Imaginário", com Branquinho Pequeno, Dulce Castro, Luís Guedes e Manuel Almeida, Biblioteca Municipal Calouste Gulbenkian, Ponte de Sor
- Exposição Individual na Biblioteca Municipal Calouste Gulbenkbn, Ponte de Sor.
1998- Salle Du Rex Mont Favet, Avignon, França.
- Colectiva do "Grupo de Espinho", Sociedade Portuguesa de Autores, Lisboa, Portugal.
1999- Homenagem a Artur Bual, com "Grupo de Espinho", Recreios da Amadora, Portugal
- Exposição do "Grupo de Espinho" e Avelino do Carmo, Universidade Lusófona, Lisboa, Portugal.
- Exposição com Avelino do Carmo e "Grupo de Espinho, Cinearte, Lisboa, Portugal.
- Exposição com Avelino do Carmo, Cinearte, Lisboa, Portugal.
- Exposição com Avelino do Carmo e "Grupo de Espinho", Anexo, Cais do Espanhol, Lisboa, Portugal.
2000- Homenagem a José Afonso: "24/25" dípitico pintado com Avelino do Carmo para o lançamento do livro "Zeca Afonso: As voltas de um andarilho", de Viriato Teles. Auditório da Cordoaria Nacional, Lisboa, Portugal.
- Exposição com Avelino do Carmo ("Grupo Kowalsky"), ACERT, Tondela, Portugal.
- Exposição na Galeria de Fitares, Sintra, Portugal
- Exposição de "Cenógrafos Pintores", com António Casimiro, Avelino do Carmo, Eduardo Cruzeiro, Filipe de Melo, João Vieira, Jorge Rosa, Juan Soutullo, Luís Furtado, Mário Alberto, Moniz Ribeiro e Octávio Clérigo. Museu da Electricidade, Liboa, Portugal.
2001- Exposição "Cinco Pintores Com José Saramago", no lançamento do livro "A Caverna", Livraria Som da Tinta, Ourém, Portugal.
- Exposição 25 de Abril, Biblioteca Municipal da Covilhã, Portugal.
- Sala da nora, Câmara Municipal de Castelo Branco, Portugal.
2002- Exposição 25 de Abril, Galeria da Caixa de Crédito Agrícola, Fundão, Portugal.

## Prémios
1971- Prémio de Cenografia da Casa da Imprensa
1990- Homenageado do Ano no Festival de Teatro de Almada
1994/95- Prémio de Cenografia da Associação Portuguesa de Criticos-"Valente Soldado Schveik".
2000- Troféu "Pateota", atribuído na Festa do Teatro, Páteo Alfacinha, Lisboa